# أبو الفيض الكتاني
محمد بن عبد الكبير الكتاني ولقبه أبو الفيض (ولد في ربيع الأول 1290 هـ 1873م، فاس - 13 ربيع الآخر 1327 هـ 1909م، سلا) كان فقيها متفلسفا متصوفا وشاعرا من أهل فاس بالمغرب. أسس الطريقة الكتانية، وعارض الوجود الفرنسي في المغرب، وأنشأ جريدة الطاعون. كان ذا نفوذ سياسي كبير وأملى شروطا على المولى عبد الحفيظ في عقد بيعة مدينة فاس له، فأعدمه السلطان عبد الحفيظ عام 1909. ترك من المؤلفات ما يزيد على ثلاثمائة كتاب، طبع منها حوالي 27 مؤلفا، كما ترك شعرا يغلب عليه الطابع الصوفي الفلسفي والعشقي.

## مسيرته
والده هو العلامة عبد الكبير الكتاني الملقب بـ«جبل السنة»، وجده، هو الشيخ أبو المفاخر الكتاني، ووالدته هي فضيلة بنت إدريس الكتانية؛ وهي من عالمات الفقه والسلوك. دخل الكتاب لتعلم القرآن، فحفظه وهو صغير. وأعطاه والده وردًا قبل احتلامه؛ وهو: سبعون ألفًا من الاسم المفرد «الله»، وستون ألفا من اسم رسول الله: -سيدنا محمد -. في كل يوم. والتحق بالقرويين وببعض مدارس فاس، فأخذ العلم عن كبار علماء زمانه. ظهرت عليه أمارات النبوغ مبكرا، فتولى التدريس وهو مازال شابا، ومارس الدعوة متنقلا بين مدن المغرب من فاس إلى الرباط وسلا مرورا بزرهون ومكناس وغيرها من مدن المغرب.
رحل إلى مراكش عام 1314 هـ لتوضيح موقفه للسلطان عبد العزيز، بعدما أشاع عنه خصومه بين الناس الانحراف عن العقيدة ومحاولة الانقلاب على السلطة، فبرأه السلطان من تهمة الانقلاب، وأحال قضية انحراف العقيدة إلى نظر العلماء، فكان الاتفاق على أن تكون بينه وبينهم مناظرة، استمرت عدة أشهر، انتهت بتبرئته مما نسب إليه، وأصبح بعد هذه المناظرة مستشارا للسلطان مولاي عبد العزيز. وأقام فيها زمنًا ثم أذن له بالرجوع إلى فاس فعاد.

### الحركة الإصلاحية
سنة 1321 هـ حج إلى المشرق، حيث تعرف إلى الدعوات الإصلاحية السائدة آنذاك أيام الدولة العثمانية، والتقى زمرة واسعة من علماء الشرق، كالخديوي عباس باشا في القاهرة، والتقى بشريف مكة المكرمة، الشريف عون، كما زار الحجاز والشام، والتقى بكبار علمائها وزعمائها. وزار أثناء عودته من المشرق مدينتي مرسيليا ونابولي، ووقف على مدى تقدم أوروبا الصناعي والاقتصادي والاجتماعي.
ولما عاد إلى المغرب، طالب بمجموعة من الإصلاحات السياسية الكفيلة بمحاربة الاستعمار، ودعا إلى الجهاد وطرد المعمرين من البلاد، وألف رسائل عديدة تدعو لمقاومة المحتل. وشارك والده في هذه الحركة الجهادية، وحضر معه مؤتمر القبائل المغربية بمكناس عام 1326 هـ، الذي ألف وأصلح فيه الشيخ أبو الفيض بين قبائل المغرب، واتفقوا على جهاد المستعمر الفرنسي والإسباني.

### تأزم العلاقة مع السلطان عبد الحفيظ

#### بيعة مشروطة
تم خلع السلطان عبد العزيز لموقفه المتهاون أمام المحتل الفرنسي، فأراد أهل فاس عقد البيعة للسلطان عبد الحفيظ، فتولى الكتانى إملاء الشروط وفيها تقييد السلطان بالشورى وكذلك:
- أولا: أن يعمل جهده في استرجاع الجهات المقتطعة من الحدود المغربية[4]
- ثانيا: أن يبادر بطرد الجنس المحتل من الأماكن التي احتلها[4]
- ثالثا: أن يسعى جهده في إلغاء معاهدة الجزيرة لأنه لم يرجع فيها إلى الشعب[4]
- رابعا: أن يعمل على إلغاء الامتيازات الأجنبية[4]
- خامسا: ألا يستشير الأجانب في شؤون الأمة[4]
- سادسا: ألا يبرم مع الأجانب عقودا سلمية أو تجارية إلا بعد استشارة الأمة[4]

رفض الكتاني قتال عبد العزيز وأتباعه. وتورع عن ضرب المسلمين بالمسلمين، كما استنكر على السلطان عبد الحفيظ ما قام به من اعتقال لأنصار السلطان المخلوع عبد العزيز بمكناس، والتنكيل بهم، واستصفاء أموالهم، ورفض شفاعته فيهم. وقد طلب الكتاني من السلطان مرارا تطبيق شروط البيعة، وراسله في ذلك مراسلات كثيرة، وحذره والأمة من مخاطر تردي المغرب في مهاوي الاستعمار. كما أفتى بوجوب مجاهدة المستعمر، ودعا إلى سد طريق زعير على الجيش الفرنسي بقوة السلاح، وأهدر دم الخونة، واعتبر قتلهم جهادا أكبر.

### وفاته
حقد السلطان عليه، فساءت حاله، وضاقت معيشته، فخرج من فاس سنة (1327هـ) قاصدًا بلاد البربر، فأرسل السلطان في أثره فرقة عسكرية ألقت القبض عليه، وعقدت مناظرة بين الكتاني وبين السلطان يعضده جملة من العلماء دامت نصف ساعة، ثم لم يلبث أن اعتقل وسجن هو ومن كان معه حتى النساء والصبيان.
وفي عشية السبت 17 ربيع الأول 1327 هـ / 1909م أمر السلطان عبد الحفيظ بجلد الشيخ ألفي جلدة في ساحة سجنه بقصر أبي الخصيصات قرب والده وولده وشقيقه عبد الحي الكتاني. فنفذ فيه ربع العدد المذكور. وكان يردد أثناء الضرب «اللهم إن كان هذا في رضاك فزدني منه». ثم لم يلبث إلا قليلا حتى توفي ـ متأثرا بما لحقه ـ صبيحة يوم الثلاثاء 13 ربيع الثاني من نفس السنة في سلا. ولم يناهز عمره السنة السابعة والثلاثين. وأخفي خبر وفاته عن الناس، ودفن بتكتم شديد، ثم طمس قبره حتى لا يبقى للجريمة أثر.
ثبت أن السلطان عبد الحفيظ ندم على فعلته مع الشيخ، وعلى تسليمه المغرب لفرنسا، وقام بإعلان توبته وتجديد إيمانه بين يدي الشيخ محمد بن جعفر الكتاني أمام القبر النبوي. وأخبر الأستاذ عبد المنعم بن عبد العزيز بن الصديق أن السلطان عبد الحفيظ سعى إلى لقاء جده سيدي محمد بن الصديق مرات كثيرة، فأبى لقاءه، وما قبل توبته. وخبر ذلك مبسوط في «سبحة العقيق» لأحمد الغماري، وهو مخطوط موجود بالخزانة العامة بالرباط.

## مؤلفاته
ترك أبو الفيض الكتاني مؤلفات تزيد على ثلاثمائة كتاب، طبع منها حوالي 27 مؤلفا; كما ترك شعرا يغلب عليه الطابع الصوفي الفلسفي والعشقي، جمعه الدكتور إسماعيل المساوي في ديوان ضمنه حوالي 3400 بيتا في أطروحة للدكتوراه نوقشت بجامعة مراكش سنة 2001.
- اللمحات القدسية في متعلقات الروح بالكلية
- المواقف الإلهية في التصورات المحمدية
- الكمال المتلالي والاستدلالات العوالي
- «الأمالي في علم الأمهات»
- لسان الحجة البرهانية في الذب عن شعائر الطريقة الأحمدية الكتانية
- «أدل الخيرات في الصلاة على سيد الكائنات»
- «هداية أهل الخصيصة بشرح حديث الخميصة»
- «أسرار الاستعاذة»
- «ختمة البخاري»
- نجوم المهتدين في دلائل الاجتماع للذكر على طريقة المشايخ المتأخرين برفع الأرجل من الأرض والاهتزاز شوقا لرب العالمين
- قصائد الكتاني
- حياة الأنبياء'
- «بيني وبين الرافعي»
- «الجوهر الثمين في تراجم أمهات المؤمنين»
- تقييد في أصل مواسم الصالحين
- «وفيات القرن الرابع عشر الهجري»